# Khamixki
Khamixki - Хамышки (rus) - és un poble de la República d'Adiguèsia, a Rússia. Es troba a la vora del riu Bélaia, afluent del Kuban, a 46 km al sud de Tulski i a 57 km al sud de Maikop.
Pertany al municipi de Dàkhovskaia.